# Mitchell Baker
Winifred Mitchell Baker (Berkeley, 1959), más conocida como Mitchell Baker, fue la presidenta de la Fundación Mozilla y la presidenta y Directora Ejecutiva de la Corporación Mozilla, filial de la Fundación Mozilla que coordina el desarrollo de las aplicaciones de Internet de código abierto Mozilla, incluyendo el navegador Mozilla Firefox y el cliente de correo electrónico Mozilla Thunderbird. 

## Biografía
Licenciada en derecho, Baker coordinó tanto los asuntos comerciales como políticos y estuvo presente en las juntas directivas de ambas, la de la Fundación Mozilla y la de la Corporación Mozilla. En 2005, la revista Time la incluyó en su lista anual de las 100 personas más influyentes del mundo y le ha sido otorgado el título a la "Chief Lizard Wrangler", que se podría traducir literalmente como "persona que arrea el ganado", en este caso para designar a Baker como su directora general. 

### Formación y anticipada entrada en el mundo laboral
Recibió una AB en Estudios Chinos en la Universidad de California en Berkely en 1979, obteniendo un certificado de distinción. Recibió su post-graduado de la Boalt Hall School of Law en 1987 y fue admitida en el State Bar of California el mismo año. Desde enero de 1990 hasta octubre de 1993, trabajó como corporativa y propiedad intelectual asociada en Fenwick& West LLP, unas prácticas en derecho que se especializan en ofrecer servicios legales a compañías de tecnología punta. Posteriormente trabajó para Sun Microsystems, como abogada general asociada, desde noviembre de 1993 hasta octubre de 1994.

### Netscape Communications Corporation y mozilla.org
En noviembre de 1994, Baker fue contratada como una de las primeras empleadas del departamento legal de Netscape Communications Corporation. Trabajó directamente con el director ejecutivo Jim Barksdale y creó el departamento. Fue la responsable de protección de la propiedad intelectual y de asuntos legales relacionados al desarrollo del producto, informando directamente al Consejo General. También creó y dirigió el grupo tecnológico del departamento legal. Estuvo involucrada en el proyecto Mozilla desde su inicio, escribiendo las licencias públicas de Netscape y Mozilla.
En febrero de 1999, Baker se convirtió en la Chief Lizard Wrangler, directora general, de mozilla.org, la división de Netscape coordinaba el proyecto del código abierto de Mozilla. En 2001, fue despedida durante una ronda de despidos en America Online, por entonces sociedad matriz de Netscape. A pesar de ello continuó de manera voluntaria ejerciendo su cargo de Chief Lizar Wrangler de mozilla.org.

### Fundación de las aplicaciones del código abierto
En noviembre de 2002, Baker fue contratada por la Open Source Applications Foundation, para apoyar las relaciones entre los grupos de la comunidad y formó parte de su junta directiva. En un principio, dividió su tiempo entre mozilla.org y OSAF pero empezó a tomar más peso las horas de trabajo dedicas a Mozilla por lo que en enero de 2005 decidió incorporarse a tiempo completo aunque mantuvo su puesto en la junta directiva de OSAF.

### Fundación Mozilla y Corporación Mozilla
Baker jugó un papel decisivo en la creación de la Fundación Mozilla, una organización independiente sin fines de lucro creada el 15 de julio de 2003, cuando America Online cerró la división del navegador Netscape y resbaló drásticamente en su participación con el proyecto Mozilla. Baker fue entonces elegida Presidenta de la Fundación Mozilla y formó parte de la junta directiva compuesta solo por cinco personas.
Cuando la Corporación Mozilla fue lanzada como una filial sujeta a impuestos de la Fundación Mozilla el 3 de agosto de 2005, Baker fue nombrada directora ejecutiva de la nueva entidad. Además, se unió a la junta directiva de la Corporación Mozilla, aunque conservó su puesto en la junta directiva de la Fundación Mozilla y su cargo presidenta de la misma.
El 8 de enero de 2008, Mozilla anunció que a causa del crecimiento de la fundación Baker asumiría sólo la presidencia en la Fundación Mozilla y que John Lilly sería el nuevo director general de la  Corporación. 
En 2015 fue codirectora del Annual Meeting of the New Champios 2015 organizado por el Foro Económico Mundial.

## Vida privada
Mitchell está casada y tiene un hijo.

## Premios y reconocimientos
- 2005 fue reconocida por la revista Time entre las 100 personas más relevantes de científicos y pensadores.[1]
- 2009 fue distinguida con el Anita Borg Institute Women of Vision Awards por el impacto social.[8]
- 2012 fue incluida en el Salón de la Fama de Internet[9] un reconocimiento otorgado por Internet Society.